# Daniel y Ana
Daniel y Ana és una pel·lícula mexicana de thriller del 2009 dirigida per Michel Franco amb un argument basat en fets reals. Es va estrenar el 18 de maig de 2009 en la Quinzena dels Realitzadors del 62è Festival Internacional de Cinema de Canes i va ser protagonitzada per Darío Yazbek Bernal i Marimar Vega. També fou nominada a l'Hugo d'Or del Festival Internacional de Cinema de Chicago.

## Sinopsi
L'Ana Torres, de 22 anys, i el Daniel Torres, de 17 anys, són tan íntims com poden ser-ho dos germans. Ana està entusiasmada amb el seu proper casament mentre Daniel és un adolescent que intenta trobar la seva manera de viure. Tot es trenca quan els dos són segrestats a la Ciutat de Mèxic i obligats a mantenir relacions sexuals incestuoses mentre són gravats amb una càmera. Els dos han d'intentar refer les seves vides el millor que poden, tot tenint l'espectre dels fets passats que s'albiren sobre ells. Ningú de la seva família ni els seus amics coneixen el secret fins que les pròximes noces d'Ana destapa una sèrie de nous successos inesperats.

## Repartiment
- Darío Yazbek Bernal - Daniel Torres
- Marimar Vega - Ana Torres
- José María Torre - Rafa
- Franco Abisua - Agrupación Cariño
- Cecilia Franco Abruch - Amiga Boda
- José de Jesús Aguilar - Sacerdot
- Gary Alazraki - Amic Borratxo
- Mark Alazraki - Amic Festa
- Elías Alfille - Borratxo 1
- Irma Berlanga - Recepcionista
- José Luis Caballaro - Amic Boda
- Jéssica Castelán - Mariana
- Gabriel de Cervantes - Segrestrador 3
- Cecilia Levy Franco - Amiga Boda
- Sara Levy Franco - Nena Boda

## Crítiques
La recepció crítica de Daniel y Ana va ser mixta i la pel·lícula obté una valoració del 50% a Rotten Tomatoes (basada en 6 comentaris) i de 43 a Metacritic (basada en 5 comentaris). The New York Times va fer una crítica mixta, afirmant que, tot i que la "contenció estilística de la pel·lícula pot ajudar a desviar les acusacions d'explotació", també van pensar que les emocions apagades de la pel·lícula "impedeixen la nostra connexió amb les víctimes". Village Voice també va fer una ressenya mixta, dient que la pel·lícula va ser efectiva fins a l'acte final, que van considerar que "converteix el delicat equilibri de la pel·lícula en un esperpèntic grotesc, fins i tot quan la posada en escena de [Franco] es manté tan conscientment silenciada com mai".